# Arkadiusz z Salamanki
Święty Arkadiusz z Salamanki, również Arkadiusz Afrykańczyk (zm. 13 listopada 437) – męczennik chrześcijański i święty Kościoła Katolickiego.

## Żywot
Arkadiusz był bratem świętych Paschazego i Paulillusa. Służył jako dworzanin króla Wandalskiego - Genezeryka, towarzyszył mu w czasie podróży do Afryki. W czasie antychrześcijańskich prześladowań został postawiony przed sądem jako chrześcijanin, został uwięziony, torturowany, a następnie ścięty wraz ze swymi towarzyszami Paschazym, Probusem i Eutychianem, gdyż stawiali opór herezji arianizmu. Miało mieć to miejsce 13 listopada 437 roku i wtedy przypada też jego wspomnienie liturgiczne.